# Broomchloorfluormethaan
Broomchloorfluormethaan is een halogeenalkaan, meer bepaald een halomethaan, met als brutoformule CHBrClF. Het kan worden gezien als een methaanmolecuul waarbij drie waterstofatomen vervangen zijn door drie halogenen. Aangezien de vier liganden aan het koolstofatoom verschillend zijn van elkaar, ontstaat er een chiraal centrum. Hierdoor zijn er twee enantiomeren mogelijk.

## Synthese en optische resolutie
Broomchloorfluormethaan is de eenvoudigste stabiele chirale organische verbinding, hoewel er onder bepaalde omstandigheden neiging tot hydrolyse optreedt. De allereerste pogingen om de verbinding te synthetiseren werden reeds ondernomen in 1893 door de Belgische scheikundige Frédéric Swarts, weliswaar als racemaat. Pas in 2005 slaagden scheikundigen erin om beide enantiomeren te scheiden van elkaar. Eerder waren er al succesvolle pogingen ondernomen om een van beide enantiomeren te synthetiseren.